# Joel Eriksson
Joel Eriksson (28 giugno 1998) è un pilota automobilistico svedese. Ha un fratello minore anch'esso pilota di nome Jimmy Eriksson, che ha corso nella GP2 2016.

## Carriera

### Formula 4
Nel 2007 inizia la sua carriera agonistica correndo coi karting fino al 2014. Nel 2014,Eriksson ha fatto il suo debutto nelle corse a ruote scoperte nell'ADAC Formel Masters. Nel 2015 è rimasto nella serie, ora chiamata ADAC Formula 4, termina la stagione secondo in classifica.

### Formula 3 Europea
Nel 2016, Eriksson si trasferisce nella Formula 3 europea con Motopark. Ha vinto una gara a Spa-Francorchamps e finisce quinto nella classifica finale del campionato, nello stesso anno vince il Masters di Formula 3 a Vanfoord. Continua con il team nel 2017, dove si qualifica secondo dietro a Lando Norris con 7 vittorie stagionali.

### DTM

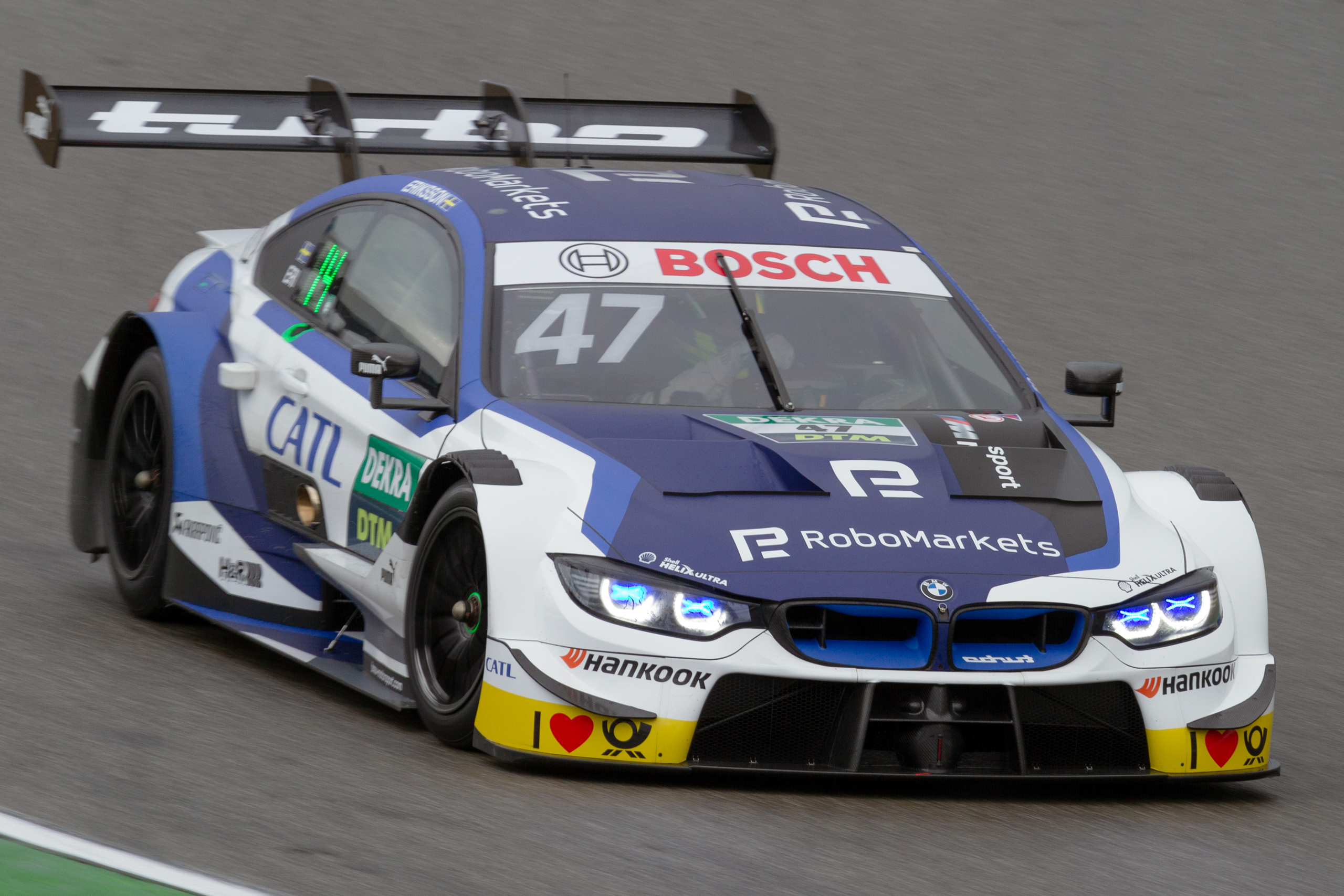
Joel Eriksson a Hockenheim su BMW M4 Turbo DTM durante il 2019

Nel 2018 e 2019 prende parte al campionato DTM correndo per il team BMW. Eriksson ottiene la sua prima vittoria nel DTM nel 2018 a Misano in una gara notturna intrisa di pioggia, diventando il secondo più giovane vincitore della gara DTM nel processo.

### Formula E
Il 19 febbraio 2020 viene annunciato come collaudatore della scuderia GEOX Dragon per il Campionato di Formula E 2019-2020. Esordisce in Formula E nel E-Prix di Puebla per sostituire Nico Müller. In seguito viene annunciato che Müller lascia il team e la Formula E per concentrassi solo sul DTM di conseguenza Eriksson diventa il pilota titolare per le ultime sei gare della stagione.
Nel 2023 torna a fare la riserva, questa volta per il team Jaguar TCS Racing insieme a Tom Dillmann. Nel 2024, visto gli impegni in altri campioni dei suoi piloti titolari, il team di Formula E, Envision Racing sceglie Eriksson per il doppio impegno dell'E-Prix di Berlino 2024.

## Risultati

### Riassunto della carriera
| Stagione | Campionato                     | Team                      | Gare              | Vittorie          | Pole              | Gpv               | Podi              | Punti             | Pos.              |
| -------- | ------------------------------ | ------------------------- | ----------------- | ----------------- | ----------------- | ----------------- | ----------------- | ----------------- | ----------------- |
| 2014     | ADAC Formel Masters            | Lotus                     | 24                | 1                 | 0                 | 0                 | 6                 | 188               | 5°                |
| 2015     | Formula 4 ADAC                 | Motopark                  | 23                | 7                 | 3                 | 1                 | 10                | 299               | 2°                |
| 2015     | SMP F4 Championship            | Koiranen GP               | 3                 | 0                 | 0                 | 0                 | 1                 | 30                | 12°               |
| 2016     | Formula 3 europea              | Motopark                  | 30                | 1                 | 1                 | 2                 | 10                | 252               | 5°                |
| 2016     | Masters of Formula 3           | Motopark                  | 1                 | 1                 | 1                 | 0                 | 1                 | N/A               | 1°                |
| 2016     | Gran Premio di Macao           | Motopark                  | 1                 | 0                 | 0                 | 0                 | 0                 | N/A               | DNF               |
| 2017     | Formula 3 europea              | Motopark                  | 30                | 7                 | 5                 | 4                 | 14                | 388               | 2°                |
| 2017     | Gran Premio di Macao           | Motopark                  | 1                 | 0                 | 0                 | 0                 | 0                 | N/A               | DNF               |
| 2018     | DTM                            | BMW Team RBM              | 20                | 1                 | 0                 | 0                 | 1                 | 72                | 14°               |
| 2018     | International GT Open          | Senkyr Motorsport         | 2                 | 0                 | 0                 | 0                 | 1                 | 20                | 21°               |
| 2018     | Gran Premio di Macao           | Motopark                  | 1                 | 0                 | 0                 | 0                 | 1                 | N/A               | 2°                |
| 2019     | DTM                            | BMW Team RBM              | 17                | 0                 | 0                 | 0                 | 2                 | 61                | 11°               |
| 2019     | FIA GT World Cup               | FIST-Team AAI             | 1                 | 0                 | 0                 | 0                 | 0                 | N/A               | 7°                |
| 2019–20  | Asian Le Mans Series - GT      | FIST-Team AAI             | 1                 | 0                 | 0                 | 0                 | 0                 | 0                 | 18°               |
| 2019–20  | Formula E                      | GEOX Dragon               | Pilota di riserva | Pilota di riserva | Pilota di riserva | Pilota di riserva | Pilota di riserva | Pilota di riserva | Pilota di riserva |
| 2020     | ADAC GT Masters                | Schubert Motorsport       | 13                | 0                 | 0                 | 0                 | 0                 | 8                 | 37°               |
| 2020–21  | Formula E                      | Dragon / Penske Autosport | 8                 | 0                 | 0                 | 0                 | 0                 | 1                 | 25°               |
| 2021     | ADAC GT Masters                | KÜS Team Bernhard         | 8                 | 0                 | 0                 | 0                 | 1                 | 57                | 17°               |
| 2022     | Campionato britannico GT - GT3 | Secolo Motorsport         | 3                 | 0                 | 0                 | 0                 | 0                 | 0                 | 33°               |
| 2022-23  | Formula E                      | Jaguar TCS Racing         | Pilota di riserva | Pilota di riserva | Pilota di riserva | Pilota di riserva | Pilota di riserva | Pilota di riserva | Pilota di riserva |
| 2023-24  | Formula E                      | Envision Racing           | 2                 | 0                 | 0                 | 0                 | 0                 | 2                 | 23º               |

### Risultati in Formula E
| Stagione | Squadra                  | Vettura           | 1                   | 2            | 3           | 4                                               | 5   | 6   | 7   | 8      | 9       | 10     | 11     | 12     | 13     | 14     | 15     | Punti | Pos |
| --- | ------------------------ | ----------------- | ------------------- | ------------ | ----------- | ----------------------------------------------- | --- | --- | --- | ------ | ------- | ------ | ------ | ------ | ------ | ------ | ------ | ----- | --- |
| 2020-21 | Dragon / Penske Autospor | Spark-Penske EV-5 | DIR                 | DIR          | ROM         | ROM                                             | VAL | VAL | MON | PUE 17 | PUE 15  | NYC 17 | NYC 22 | LON 16 | LON 10 | BER 16 | BER 16 | 1     | 25° |
| 2023-24 | Envision Racing          | Jaguar I-Type 6   | MEX                 | DIR          | DIR         | SAP                                             | TOY | MIS | MIS | MON    | BER Rit | BER 9  | SHA    | SHA    | POR    | LON    | LON    | 2     | 23º |
| \| Legenda \| 1º posto \| 2º posto \| 3º posto \| A punti \| Senza punti \| Grassetto=Pole position Corsivo=Giro più veloce \| \| Legenda \| Solo prove/Terzo pilota \| Non qualificato \| Ritirato/Non class. \| Squalificato \| Non partito \| Grassetto=Pole position Corsivo=Giro più veloce \| |                          |                   |                     |              |             |                                                 |     |     |     |        |         |        |        |        |        |        |        |       |     |
| Legenda | 1º posto                 | 2º posto          | 3º posto            | A punti      | Senza punti | Grassetto=Pole position Corsivo=Giro più veloce |     |     |     |        |         |        |        |        |        |        |        |       |     |
| Legenda | Solo prove/Terzo pilota  | Non qualificato   | Ritirato/Non class. | Squalificato | Non partito | Grassetto=Pole position Corsivo=Giro più veloce |     |     |     |        |         |        |        |        |        |        |        |       |     |